# Mercedes-Benz Vision SLR
Mercedes-Benz Vision SLR — концепт-кар от компании Mercedes-Benz, представленный в январе 1999 года на Североамериканском автосалоне в Детройте.

## История
Mercedes-Benz Vision SLR был представлен широкой публике в 1999 году как совместный проект DaimlerChrysler и McLaren Cars Ltd. Цель разработки — создание конкурента автомобилю McLaren F1.
Автомобиль оснастили V8 двигателем от S-класса с наддувом, рабочим объёмом в 5439 см3, выдающим мощность в 557 л.с. (720 Н·м). Скорость в 100 км/ч Vision SLR развивает за 4.2 секунды, максимальная скорость — 320 км/ч. Масса концепт-кара составила 1400 кг. На автомобиль установили передние диски 245/35/ZR-19 и задние — 285/30ZR-20. Дизайнеры установили на Vision SLR удлиненный V-образный капот, широкие крылья и двери в стиле «крылья чайки», основанные на стилистических идеях моделей SL 1950-х годов и их гоночных версии SLR.
Впервые в истории Mercedes-Benz была использована электрогидравлическая тормозная система.
Чуть позже в 1999 году на Франкфуртском автосалоне Mercedes-Benz представила родстер версию автомобиля Vision SLR.
В 2004 году Vision SLR был запущен в массовое производство (в отличие от своего собрата, Mercedes-Benz Vision SLA, который так и остался концептом). Всего было выпущено 3500 единиц. При этом мощность двигателя впоследствии доработали: 460 кВт (626 л.с.) при 6500 об/мин, максимальный крутящий момент: 780 Н·м.
Стоимость автомобиля составляла $300,000.

## Особенности
Технические особенности автомобиля Mercedes-Benz Vision SLR:
- Двигатель: 4-тактный V8 с наддувом и интеркулером, 5.5 см3, 557 л.с., DOHC 3
- Привод: задний
- V-образный капот
- Шасси из комбинации волокон композитных материалов и алюминия (применено на Mercedes-Benz SLR McLaren (C 199) в 2003 году)
- Ковшеобразные сиденья из углепластика
- Электрогидравлический тормоз (введен в 2001 году как система Sensotronic Brake Control в SL (R 230))
- Тормозные диски изготовлены из армированной углеродным волокном керамики
- Фары адаптивного света (введено как би-ксеноновые фары с системой активного света в Е-класс (211 серия))
- Светодиодные задние фары
- Освещение заднего регистрационного знака при помощи особой люминесцентной плёнки
- Система COMAND